# Corydalis ecristata
Corydalis ecristata là một loài thực vật có hoa trong họ Anh túc. Loài này được (Prain) D.G.Long mô tả khoa học đầu tiên năm 1984.